# Charles H. Gabriel
Charles H. Gabriel, född 18 augusti 1856 i Wilton Iowa, död 14 september 1932 i Hollywood, Kalifornien, var en amerikansk musiklärare, sångförfattare och kompositör. Han kallades "Sångdiktarnas konung".

## Sånger
- Ljuvt är det löftet: Jag dig ej förgäter (text & musik) nr 305 i Frälsningsarméns sångbok 1929.
- När jag har utkämpat striden en gång (text & musik) nr 479 i Frälsningsarméns sångbok 1929
- På vägen uppåt skyndar jag (musik) nr 216 Frälsningsarméns sångbok 1968
- Vilken härlig förändring (musik) nr 525 i Frälsningsarméns sångbok 1990
- Uppå korsets stam (text & musik) nr 132 i Nya sånger 1937